# Ala I Gallorum Atectorigiana
Die Ala I Gallorum Atectorigiana [Antoniniana] [Severiana] (deutsch 1. Ala der Gallier des Atectorix [die Antoninianische] [die Severianische]) war eine römische Auxiliareinheit. Sie ist durch Militärdiplome und Inschriften belegt. In einer Inschrift wird sie als Ala I Atectorigiana bezeichnet, in einer zweiten Inschrift als Ala I Atectorum, in den Militärdiplomen von 97 und 105 sowie in den sonstigen Inschriften als Ala Atectorigiana, in dem Diplom von 116 als Ala Atectorigiana Gallorum und in den sonstigen Diplomen von 92 bis 127 als Ala Gallorum Atectorigiana.

## Namensbestandteile
- Ala: Die Ala war eine Reitereinheit der Auxiliartruppen in der römischen Armee.

- I: Die römische Zahl steht für die Ordnungszahl die erste (lateinisch prima). Daher wird der Name dieser Militäreinheit als Ala prima .. ausgesprochen.

- Gallorum: der Gallier. Die Soldaten der Ala wurden bei Aufstellung der Einheit aus den verschiedenen Stämmen der Gallier rekrutiert.

- Atectorigiana: des Atectorix. Die Reitereinheiten der Gallier wurden oft nach einem ihrer ersten Kommandeure benannt. Als möglicher Namensgeber wird ein gallischer Anführer namens Atectorix genannt.[A 2]

- Antoniniana: die Antoninianische. Eine Ehrenbezeichnung, die sich auf Caracalla (211–217) oder Elagabal (218–222) bezieht. Der Zusatz kommt in einer Inschrift[3] vor.

- Severiana: die Severianische. Eine Ehrenbezeichnung, die sich auf Severus Alexander (222–235) bezieht. Der Zusatz kommt in einer Inschrift[4] vor.

Da es keine Hinweise auf den Namenszusatz milliaria (1000 Mann) gibt, war die Einheit eine Ala quingenaria. Die Sollstärke der Ala lag bei 480 Mann, bestehend aus 16 Turmae mit jeweils 30 Reitern.

## Geschichte
Die Ala war in den Provinzen Moesia inferior und Dacia inferior stationiert. Sie ist auf Militärdiplomen für die Jahre 92 bis 159/160 n. Chr. aufgeführt.
Die Einheit wurde wohl unter Augustus, möglicherweise bereits vorher, aufgestellt; eine Inschrift, die bei der EDCS auf 15/40 datiert wird, wurde in Mediolanum Santonum gefunden. Es wurde vermutet, dass die Ala im 1. Jhd. in Germania stationiert war.
Der erste Nachweis der Einheit in Moesia inferior beruht auf einem Diplom, das auf 92 datiert ist. In dem Diplom wird die Ala als Teil der Truppen (siehe Römische Streitkräfte in Moesia inferior) aufgeführt, die in der Provinz stationiert waren. Weitere Diplome, die auf 97 bis 159/160 datiert sind, belegen die Einheit in derselben Provinz.
Für kurze Zeit war die Ala in der Provinz Dacia inferior stationiert. Zwei Diplome, die auf 122 datiert sind, belegen die Einheit in der Provinz als Teil der dort stationierten Truppen (siehe Römische Streitkräfte in Dacia inferior).
Aus den Diplomen von 151 bis 156 geht hervor, dass die Ala vorübergehend von Moesia inferior zunächst in die Provinz Mauretania Caesariensis und anschließend nach Mauretania Tingitana verlegt worden war, um an der Niederschlagung eines Aufstandes teilzunehmen. Da aber durch das Diplom von 154 belegt ist, dass in diesem Jahr Soldaten der Einheit auch in Moesia inferior entlassen wurden, kann nur ein Teil der Ala, eine Vexillation verlegt worden sein.
Nach 150 war eine Abteilung der Einheit auf der Krim stationiert; eine Inschrift, die bei der EDCS auf 151/230 datiert wird, wurde in Balaklawa gefunden.
Der letzte Nachweis der Ala beruht auf einer Inschrift, die bei der EDCS auf 224 datiert ist.

## Standorte
Standorte der Ala in Moesia inferior waren möglicherweise:
- Appiaria:[10] zwei Inschriften[15] wurden hier gefunden.

## Angehörige der Ala
Folgende Angehörige der Ala sind bekannt:

### Kommandeure
| - []lvius Futianus Sa[]: er wird auf dem Diplom von 140 als Kommandeur genannt. - Aemilius Rufinus, ein Präfekt (AE 2016, 1360) | - Flavius []: er wird auf dem Diplom von 154 als Kommandeur genannt. - T(itus) Fl(avius) Marcianus, ein Präfekt (CIL 3, 12452) |

### Sonstige
| - C(aius) Iulius Macer, ein Duplicarius (CIL 13, 1041) - C(aius) Valerius Maximus, ein Decurio (CIL 6, 33032) - Celsus, ein Decurio (AE 1995, 1351) - Flavius, ein Soldat: das Diplom von 154 wurde für ihn ausgestellt. - Fl(avius) Severianus, ein Decurio (CIL 3, 6154) | - [Fa]bius Regu[], ein Soldat: das Diplom von 140 wurde für ihn ausgestellt. - Iul(ius) Vale(n)s, ein Reiter (AE 1995, 1351) - Macedo, ein Veteran und ehemaliger Decurio (AE 2010, 1419) - Secundianus, ein Soldat (AE 1973, 538) |